# Oppenheimer (cráter)

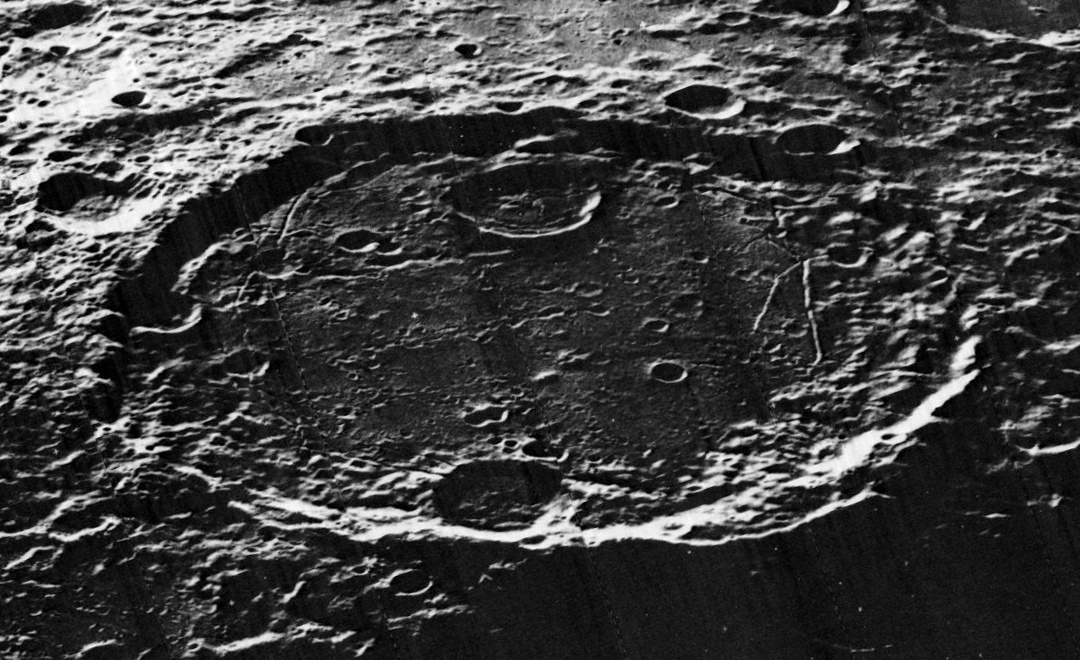
Imagen oblicua de la misión Lunar Orbiter 5

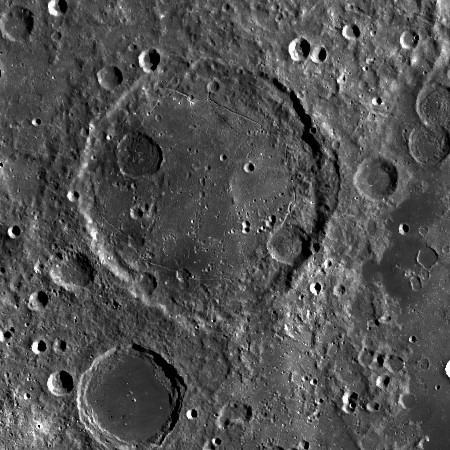
Fotografía de la misión Lunar Reconnaissance Orbiter

Oppenheimer es un gran cráter de impacto perteneciente a la cara oculta de la Luna. Se encuentra en la muralla exterior occidental de la inmensa planicie amurallada del cráter Apollo. Entre los elementos cercanos figuran el cráter de suelo oscuro Maksutov al suroeste y Davisson al oeste-suroeste. Este último invade el borde oriental de Leibnitz, un impacto un 20% más grande que Oppenheimer.
|  |

El borde exterior de Oppenheimer es casi circular, pero está interrumpido en varios lugares por pequeños cráteres. El más prominente de estos es Oppenheimer H, que se sitúa sobre la pared y el borde internos. En general, la pared interior es inusualmente estrecha en el borde occidental, pero es mucho más ancha en la mitad oriental, cerca de donde se acerca a la cuenca de Apolo. El suelo interior es relativamente nivelado, particularmente cerca del centro. Este suelo tiene un albedo inferior en varias zonas cerca del borde occidental. Uno de estas zonas contiene el cráter inundado de lava Oppenheimer U. Cerca de las paredes interiores norte y sur se halla un sistema de rimas lineales en la superficie. La parte más lejana del cráter está marcada por un sistema de marcas radiales que se desarrolla en sentido norte-sur.
Antes de la de recibir su denominación oficial en 1970 por parte de la UAI, era conocido como Cráter 382.

## Cráteres satélite
Por convención estos elementos son identificados en los mapas lunares poniendo la letra en el lado del punto medio del cráter que está más cercano a Oppenheimer.
|             | \| Oppenheimer \| Coordenadas \| Diámetro \| \| ----------- \| -------------------------------- \| -------- \| \| F \| 34°42′S 161°30′O / -34.7, -161.5 \| 35 km \| \| H \| 36°30′S 163°06′O / -36.5, -163.1 \| 33 km \| \| R \| 37°18′S 170°24′O / -37.3, -170.4 \| 26 km \| \| U \| 34°18′S 167°54′O / -34.3, -167.9 \| 38 km \| \| V \| 32°00′S 172°42′O / -32.0, -172.7 \| 32 km \| \| W \| 32°06′S 169°00′O / -32.1, -169.0 \| 20 km \| |          |
| Oppenheimer | Coordenadas | Diámetro |
| F           | 34°42′S 161°30′O / -34.7, -161.5 | 35 km    |
| H           | 36°30′S 163°06′O / -36.5, -163.1 | 33 km    |
| R           | 37°18′S 170°24′O / -37.3, -170.4 | 26 km    |
| U           | 34°18′S 167°54′O / -34.3, -167.9 | 38 km    |
| V           | 32°00′S 172°42′O / -32.0, -172.7 | 32 km    |
| W           | 32°06′S 169°00′O / -32.1, -169.0 | 20 km    |